# Reggie Gilliam
Reggie Travon Gilliam (Columbus, 20 agosto 1997) è un giocatore di football americano statunitense che milita nel ruolo di fullback per i Buffalo Bills della National Football League (NFL).

## Carriera

### Buffalo Bills
Gilliam firmò con i Buffalo Bills dopo non essere stato scelto nel Draft il 25 aprile 2020. Alla fine del training camp riuscì a entrare nei 53 uomini per l’inizio della stagione regolare. Debuttò come professionista nella gara del primo turno contro i New York Jets il 13 settembre 2020. La settimana successiva segnò un touchdown su passaggio da una yard di Josh Allen nella prima ricezione in carriera nella vittoria per 31-28 sui Miami Dolphins.
Il 7 agosto 2022 Gilliam firmò un rinnovo contrattuale biennale da 5,2 milioni di dollari con i Bills.
Nell’undicesimo turno della stagione 2023, Gilliam fu premiato come miglior giocatore degli special team della AFC della settimana dopo avere forzato un fumble nel kickoff di apertura.

## Palmarès
- Giocatore degli special team della AFC della settimana: 1

11ª del 2023